# Karl Kersten

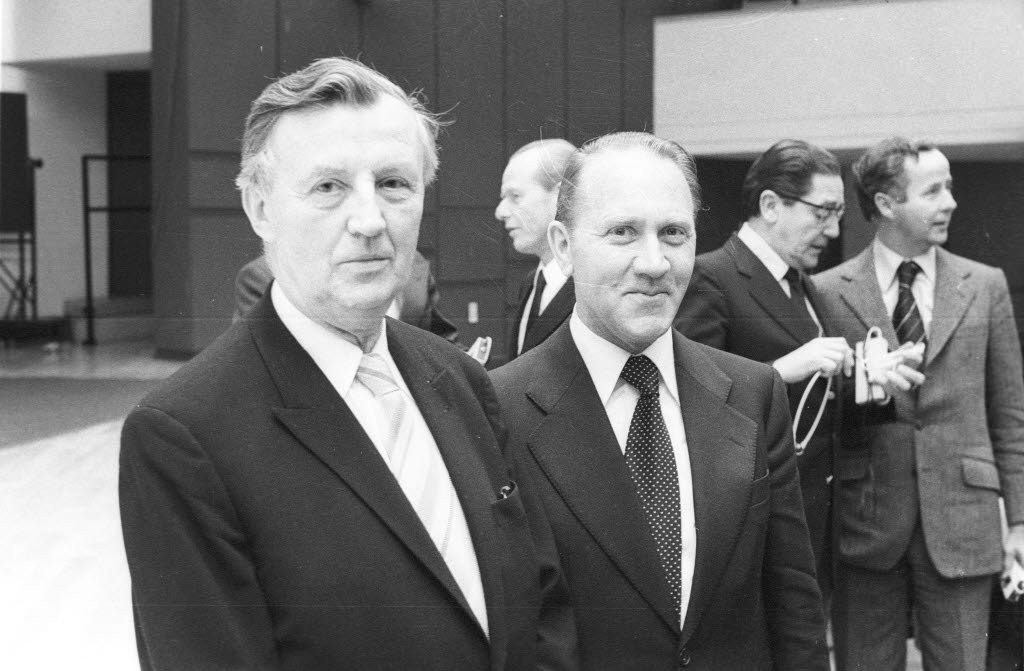
Karl Kersten 1979 (links)

Karl Kersten (* 8. August 1909 in Stade; † 24. Juli 1992) war ein deutscher Prähistoriker in Kiel bzw. Schleswig, der sich vor allem mit seinen Forschungen um die nordische Bronzezeit sowie als Geschäftsführer der Archäologischen Landesaufnahme der Provinz Schleswig-Holstein sowie als Leiter des archäologischen Landesmuseums Schleswig-Holsteins nach dem Zweiten Weltkrieg verdient gemacht hat.

## Leben
Karl Kersten war bereits als Schüler über seinen Lehrer Willi Wegewitz ab 1924 am Stader humanistischen Gymnasium Atheneum zur Vor- und Frühgeschichte gekommen. Sein Lehrer hatte ihm die Grundlagen der archäologischen Landesaufnahme vermittelt, zwischen 1926 und 1933 führten sie zahlreiche Begehungen im Umland von Stade durch. Nach dem Abitur am Athenaeum Stade studierte Kersten vom Sommersemester 1928 bis zum Sommersemester 1934 in Hamburg, Berlin und Kiel die Fächer Vorgeschichte, Geologie, Geographie und Rassenkunde.

## Berufsweg
Im Anschluss an sein Studium wird Kersten ab dem 15. Juni 1934 Stipendiat des Deutschen Archäologischen Instituts und wissenschaftlicher Mitarbeiter am Staatlichen Museum für Natur- und Vorgeschichte in Danzig. Dort bleibt er bis zum 28. Februar 1935. Daran schließt sich ab dem 1. März 1935 seine Stelle als Assistent am Kieler Museum an. Mit Dienstbeginn wird er nach eigenen Angaben (wohl von Gustav Schwantes) mit der Fortführung der archäologischen Landesaufnahme betraut. Kersten wird am 20. Januar 1936 an der Universität Kiel mit einer Arbeit zur nordischen Bronzezeit (Kersten 1938) mit summa cum laude promoviert. In dieser Zeit wird die Archäologische Landesaufnahme dem Kieler Museum zugeordnet. Nachdem er am 4. März 1936 zum planmäßigen Assistenten ernannt wird, erhält er den Status eines Beamten auf Widerruf. In diesem Jahr beginnt er auch mit den Vorarbeiten zur Landesaufnahme des Kreises Steinburg (Kersten 1939, IX). Im darauffolgenden Jahr schließt er die erste Landesaufnahme für den Kreis Steinburg ab (Kersten 1939, IX). Am 1. Mai 1937 tritt er in die N.S.D.A.P. ein und wird ab dem 1. Oktober 1937 mit der Geschäftsführung der neuerrichteten Provinzialstelle für Vor- und frühgeschichtliche Landesaufnahme und Denkmalpflege (heute Archäologisches Landesamt Schleswig-Holstein) betraut, die zunächst organisatorisch dem Museum vorgeschichtlicher Altertümer (bis 1936 Museum vaterländischer Alterthümer) in Kiel angegliedert war. Struve bewertet diesen Umbruch mit den Worten, dass Kersten die Landesaufnahme mit seiner Geschäftsübernahme in der ihm eigenen Zielstrebigkeit neu organisierte und spielt auf die Auseinandersetzung mit Alfred Tode an, dessen Arbeit bis weit in die Nachkriegszeit als nicht zielführend angesehen wurde. Mitte des darauffolgenden Jahres, am 30. Juni 1938, stellt er dann seine Bemühungen in dem Vortrag „Vorgeschichtliche Landesaufnahme unter besonderer Berücksichtigung der Sachsenburgen in Schleswig-Holstein“ auf der 11. Jahrestagung der „Vereinigung der Freunde der germanischen Vorgeschichte“ vor und präsentiert im darauffolgenden Jahr mit dem Druck der Landesaufnahme des Kreises Steinburg ein erstes Arbeitsergebnis (Kersten 1939). Nachdem Kersten 1943 bereits kommissarischer Leiter des Kieler Museums geworden war, übernimmt er mit dem 1. August 1944 dessen Direktion. Nach dem 15. Oktober 1944 tritt er in die Leibstandarte 7. K.p. SS-Panz. Ausb. und Ers. Bat. I, Spreehagen und Erkner bei Berlin ein und erhält etwa zeitgleich mit Schreiben vom 7. Oktober 1944 vom Reichsminister für Wissenschaft, Erziehung und Volksbildung die Lehrbefugnis. Die Museumsleitung übernimmt er 1942 von Herbert Jankuhn. 1946 wurde das Museum nach Schleswig verlegt (heute Museum für Archäologie, Schloss Gottorf). Im Nationalsozialismus war Kersten im Kommando Jankuhn tätig, das den völkerrechtswidrigen Kunstraub organisierte.
Im Rahmen der archäologischen Landesaufnahme Schleswig-Holstein hat Kersten mehrere Landkreise bearbeitet. 1951 folgte die Vorgeschichte des Kreises Herzogtum Lauenburg und 1958 zusammen mit Peter LaBaume die Vorgeschichte der nordfriesischen Inseln. Im selben Jahr arbeitet er zusammen mit Hans Hingst am bundesweit ersten Denkmalschutzgesetz mit. Zu nennen ist seine langjährige Arbeit im Forschungsprojekt Funde der älteren Bronzezeit des nordischen Kreises in Dänemark, Schleswig-Holstein und Niedersachsen, das bis 2004 durch die DFG gefördert wurde und nun von der Akademie der Wissenschaften und der Literatur in Mainz (Projektleiter Karl-Heinz Willroth) getragen wird.
Nach dem Krieg war er von 1959 bis 1973 Mitherausgeber der Zeitschrift Offa.

## Ehrungen
- 1957: Orden des Ritters vom Danebrog (durch den dänischen König)
- 1979: Universitätsmedaille der Christian-Albrechts-Universität

## Publikationen (Auswahl)
- Grabbrauch und Totenverehrung im alten Norden. In: Die Heimat. Monatsschrift des Vereins zur Pflege der Natur- und Landeskunde in Nordelbingen. Bd. 44 (1934), Heft 8, August 1934, S. 225–229 (Digitalisat).
- Zur älteren nordischen Bronzezeit. (= Veröffentlichung der schleswig-holsteinischen Universitätsgesellschaft Reihe II, Nr. 3). (zugl. G. Schwantes (Hrsg.), Forschungen zur Vor- und Frühgeschichte aus dem Museum vorgeschichtlicher Altertümer in Kiel 3). Neumünster 1938.
- Vorgeschichte des Kreises Steinburg. Neumünster 1939.
- Die Funde der älteren Bronzezeit in Pommern. Hamburg 1958.
- Vorgeschichte des Kreises Herzogtum Lauenburg. (= Die vor- und frühgeschichtlichen Denkmäler und Funde in Schleswig-Holstein 2) Neumünster 1951.
- mit P. La Baume: Vorgeschichte der nordfriesischen Inseln. (= Die vor- und frühgeschichtlichen Denkmäler und Funde in Schleswig-Holstein 4) Neumünster 1958.
- Nach hundert Jahren. (= Struve Festschrift). Offa 38, 1981, S. 5–11.
- Die archäologische Landesaufnahme von Schleswig-Holstein. (= StruveFestschrift). Offa 38, 1981, S. 17–20.